# Brevipalpus lotus
Brevipalpus lotus är en spindeldjursart som beskrevs av Baker och James P. Tuttle 1987. Brevipalpus lotus ingår i släktet Brevipalpus och familjen Tenuipalpidae. Inga underarter finns listade.